# بریا (ایتالیا)
بریا (به ایتالیایی: Breia) یک کومونه در ایتالیا است که در استان ورسلی واقع شده‌است.

## خصوصیات
بریا ۷٫۴ کیلومترمربع مساحت و ۱۸۴ نفر جمعیت دارد.